# Armah
Armah (Ge'ez: አርማህ), también conocido como Aṣḥamah (árabe: أَصْحَمَة) o comúnmente como Najashi (árabe: نَّجَاشِيّ, romanizado: Najāshī), fue un rey del Reino de Aksum que reinó entre 614 y 631 d. C. Se le conoce principalmente por las monedas acuñadas durante su reinado y su papel en la historia islámica como el gobernante que ofreció refugio a los primeros emigrantes musulmanes en Axum.

## Refugio a los musulmanes
Los primeros emigrantes musulmanes llegaron a Abisinia alrededor de 615-616 d. C., buscando refugio de la persecución en La Meca. Según fuentes islámicas, el líder de los emigrantes, Jafar ibn Abi Talib, relató al rey Najashi las dificultades que la comunidad musulmana enfrentaba bajo la opresión de los Quraysh. Durante la audiencia, Jafar recitó un pasaje de la Surah Maryam del Corán, describiendo el nacimiento de Jesús (Isa en árabe). Najashi, conmovido por la belleza y el mensaje del pasaje, respondió:

En verdad, este (Corán) y lo que Isa trajo (Evangelio) provienen de la misma fuente de luz.

Najashi aseguró entonces a los musulmanes que encontrarían protección en su reino, comprometiéndose a no abandonarlos. Este acto de hospitalidad y solidaridad hacia los musulmanes es recordado en la historia islámica como un gesto significativo de apoyo, y muchas tradiciones sugieren que Najashi simpatizaba profundamente con los valores del islam.
La decisión de Najashi de ofrecer refugio no solo marcó un momento importante en la historia islámica, sino que también reflejó el espíritu de tolerancia y compasión característico de su reinado, lo que reforzó la posición de Axum como un reino respetado y aliado en la región.

## Monedas y simbolismo
El historiador Stuart Munro-Hay sostiene que Armah, también conocido como Najashi o Gersem, fue el último rey de Axum en acuñar monedas, marcando el final de una extensa tradición de emisión de moneda en el reino. Las monedas de bronce del reinado de Armah representan al rey entronizado en figura completa y están decoradas con cruces, reflejando su devoción al cristianismo y la influencia de la religión en la iconografía axumita.
Las monedas de plata emitidas durante el reinado de Armah son especialmente significativas por sus detalles simbólicos. En el reverso de estas monedas aparece una estructura con tres cruces, siendo la central de oro, lo cual algunos académicos, como W.R.O. Hahn, interpretan como una referencia al Santo Sepulcro. Este diseño podría aludir a la captura de Jerusalén por los persas en 614, un evento que resonó profundamente en el mundo cristiano de la época y posiblemente reflejaba la solidaridad de Armah con los cristianos afectados en la región.
La iconografía cristiana de las monedas de Armah no solo refuerza su identidad religiosa, sino también la posición de Axum como un bastión del cristianismo en el Cuerno de África. Estas monedas representan uno de los últimos testimonios materiales de la grandeza de Axum antes de su declive y reflejan la interacción del reino con los eventos geopolíticos de su época.

## Conversión y oración fúnebre
Aunque Najashi fue criado como cristiano, las tradiciones islámicas relatan que el profeta Mahoma realizó una oración fúnebre en ausencia (árabe: صَلَاة الْغَائِب, romanizado: Ṣalāt al-Ġāʾib) en Medina tras su muerte, en su honor. Esta oración especial, que se lleva a cabo cuando un musulmán fallece en un lugar sin comunidad islámica para realizar las oraciones fúnebres, sugiere que Najashi podría haber abrazado el islam en sus últimos años o haber mostrado un apoyo sincero hacia la nueva fe.
La realización de esta oración en ausencia ha sido interpretada por muchos estudiosos como una señal de la estima y el respeto que Mahoma sentía hacia Najashi. Además, su acto de refugio y protección hacia los musulmanes convierte a Najashi en una figura de gran simbolismo en la historia islámica, destacándolo como un gobernante justo y compasivo en el Reino de Axum, quien mostró tolerancia y hospitalidad hacia quienes huían de la persecución.

## Legado
Najashi es recordado como una figura histórica clave que, en un momento de tensiones religiosas y políticas, ofreció un puente entre el cristianismo y el islam, brindando refugio y protección a los primeros musulmanes que huían de la persecución en La Meca. Su hospitalidad y su respeto por el mensaje islámico lo han convertido en un símbolo de tolerancia religiosa y compasión en ambas tradiciones religiosas. 
El papel de Najashi en la historia islámica es profundamente valorado, y su reinado es recordado no solo por sus contribuciones a la expansión y estabilidad del Reino de Axum, sino también por su apertura hacia las nuevas creencias y su compromiso con la justicia. Las monedas y las inscripciones de su época reflejan la posición prominente de Axum en el Cuerno de África y su influencia en las relaciones comerciales y diplomáticas entre África y la Península arábiga. Su legado sigue siendo una inspiración en el contexto de la convivencia pacífica entre religiones y culturas diferentes.